# Ixora hookeri
Ixora hookeri là một loài thực vật có hoa trong họ Thiến thảo. Loài này được (Oudem.) Bremek. mô tả khoa học đầu tiên năm 1934.